# UFC 230
UFC 230: Cormier vs. Lewis è stato un evento di arti marziali miste tenuto dalla Ultimate Fighting Championship il 3 novembre 2018 al Madison Square Garden di New York, negli Stati Uniti.

## Risultati
|                                        | Divisione                        |                        |                 |                   | Metodo                                        | Round           | Tempo           | Premio          |
| Card Principale                        | Card Principale                  | Card Principale        | Card Principale | Card Principale   | Card Principale                               | Card Principale | Card Principale | Card Principale |
| -------------------------------------- | -------------------------------- | ---------------------- | --------------- | ----------------- | --------------------------------------------- | --------------- | --------------- | --------------- |
| Sfida valida per il titolo di campione | Pesi massimi                     | Daniel Cormier (c)     | batte           | Derrick Lewis     | Sottomissione (rear-naked choke)              | 2               | 2:14            |                 |
|                                        | Pesi medi                        | Ronaldo Souza          | batte           | Chris Weidman     | KO (pugni)                                    | 3               | 2:46            | FOTN            |
|                                        | Pesi medi                        | Jared Cannonier        | batte           | David Branch      | KO tecnico (pugni)                            | 2               | 0:39            | POTN            |
|                                        | Pesi medi                        | Karl Roberson          | batte           | Jack Marshman     | Decisione unanime (30-26, 30-26, 30-27)       | 3               | 5:00            |                 |
|                                        | Pesi medi                        | Israel Adesanya        | batte           | Derek Brunson     | KO tecnico (ginocchiate e pugni)              | 1               | 4:51            | POTN            |
| Card Preliminare (Fox Sports 1)        |                                  |                        |                 |                   |                                               |                 |                 |                 |
|                                        | Pesi piuma                       | Jordan Rinaldi         | batte           | Jason Knight      | Decisione unanime (30-27, 30-25, 30-26)       | 3               | 5:00            |                 |
|                                        | Catchweight femminile (57,69 kg) | Sijara Eubanks         | batte           | Roxanne Modafferi | Decisione unanime (30-27, 30-27, 30-27)       | 3               | 5:00            |                 |
|                                        | Pesi piuma                       | Sheymon Moraes         | batte           | Julio Arce        | Decisione non unanime (28-29, 29-28, 30-26)   | 3               | 5:00            |                 |
|                                        | Pesi welter                      | Lyman Good             | batte           | Ben Saunders      | KO (pugni)                                    | 1               | 1:32            |                 |
| Card Preliminare (UFC Fight Pass)      |                                  |                        |                 |                   |                                               |                 |                 |                 |
|                                        | Pesi leggeri                     | Matt Frevola           | contro          | Lando Vannata     | Pareggio di maggioranza (29-28, 28-28, 28-28) | 3               | 5:00            |                 |
|                                        | Pesi leggeri                     | Shane Burgos           | batte           | Kurt Holobaugh    | Sottomissione (kimura)                        | 1               | 2:11            |                 |
|                                        | Pesi massimi                     | Marcos Rogério de Lima | batte           | Adam Wieczorek    | Decisione unanime (30-27, 30-27, 30-27)       | 3               | 5:00            |                 |

## Premi
I lottatori premiati ricevettero un bonus di 50.000 dollari.
Legenda:
- FOTN: Fight of the Night (vengono premiati entrambi gli atleti per il miglior incontro dell'evento)
- POTN: Performance of the Night (viene premiato il vincitore per la migliore performance dell'evento)